# Augusta Oltrabella
Augusta Oltrabella (Savona (Ligúria), 27 de desembre, 1897 - Milà (Llombardia), 4 de juny, 1981), va ser una soprano italiana, d'entre els cantants anomenats "interessants" de l'època del verisme.

## Biografia
No havent estat admesa al Conservatori de Milà perquè encara no havia arribat a l'edat adequada -en aquell moment només tenia 16 anys-, la cantant va prendre classes particulars de cant amb el mestre Manilo Bavagnoli, que li havia recomanat ni més ni menys que Aureliano Pertile. Va debutar a l'escenari com a Leonora a "Il trovatore" a Mondovì el 1919 i va aparèixer en diversos escenaris de teatres italians més petits. Aviat es va escampar el rumor que va poder estudiar les partitures més difícils en poc temps gràcies a la seva memòria fotogràfica. La soprano va sentir instintivament que no tenia la veu adequada per a les grans heroïnes verdianes i es va especialitzar, llevat d'algunes excepcions, en obres del repertori verista (era “Pucciniana al final”) que també s'adaptaven al seu tarannà i on el fort la vora de la seva veu podia tallar qualsevol orquestra. El 1923 Oltrabella va aparèixer al Teatre Dal Verme de Milà. Per aquesta època també va fer els seus primers discos: dos duets d'"Andrea Chenier" amb Bernardo De Muro on en alguns llocs fins i tot cobreix la veu de trompeta del tenor. El 1929 va ser convidada a cantar al Metropolitan Opera de Nova York però només se li van oferir tres papers per a la seva primera temporada, entre ells Musetta i Liù. Com a conseqüència, la cantant va preferir no complir un contracte opcional per a la propera temporada. Una vegada va explicar que no havia estat feliç a Nova York, i segurament la competència, sobretot en el seu repertori, devia ser molt dura.
El seu espectacular debut a la Scala de Milà, que fins aleshores pràcticament l'havia ignorat, va tenir lloc poc després de la seva tornada a Itàlia el 1931 com a noia de l'oca a "Els fills del rei" de Humperdinck. Aquest debut va marcar el punt d'inflexió de la carrera d'Oltrabella a Itàlia i va ser convidada per tots els grans teatres italians. Entre els seus papers més demandats hi havia: Violetta, "Manon Lescaut", Tosca, Cio-Cio-San, Maddalena a "Andrea Chenier", Adriana Lecouvreur així com els papers principals a "Fedora" i Francesca da Rimini". El paper de la "Suor Angelica de Puccini, en el qual va ser celebrada a tot Itàlia, li va ser especialment estimat (després d'una actuació a Milà el 1935, tot el públic a la Scala es va emocionar fins a les llàgrimes).
El 1936 Arturo Toscanini va portar l'artista al Festival de Salzburg com Nanetta a "Falstaff". El director va insistir que no volia una veu lleugera i fràgil per a aquesta part, sinó una amb més cos que alhora tingués prou ambient i agilitat per a l'ària final. Ella ja havia cantat el paper d'Alice abans del que va tornar amb Vittorio Gui el 1938, mentre que el 1939 Tullio Serafin semblava compartir les idees de Toscanini. Durant la temporada 1936/37 a l'òpera de Covent Garden de Londres, Oltrabella va aparèixer entre altres papers com Manon Lescaut. També va ser escollida per a diverses estrenes mundials: va crear les òperes de Ludovico Rocca "Dibuk" (Scala 1934) i "La morte di Frine" (1937), "Margherita di Cortona" de Licinio Refice (Roma 1939) i finalment Giorgio. "Le baccanti" de Federico Ghedini (1948). Inicialment, Oltrabella havia rebutjat el paper sense ni tan sols haver donat un cop d'ull a la partitura perquè només coneixia massa bé les "pedres d'ensopegada" vocals de les obres de Ghedini.

Després que totes les sopranos a Itàlia ho havien rebutjat, van tornar a ella una segona vegada desesperats. Quan va repassar la puntuació, simplement no podia creure els seus ulls: 
| « | "Hi havia D alts saltant per totes les pàgines, però com m'encantaven els reptes d'aquest nivell, vaig acceptar. Malgrat les moltes partitures impossibles que vaig cantar i per a sorpresa de tothom, el meu registre superior sempre va romandre intacte". | » |

 El 1945 l'artista va tenir un gran èxit com "Salomé" a la Scala en una de les últimes produccions dirigides per Gino Marinuzzi. Cap al final de la carrera d'Oltrabella també va aparèixer com a "Carmen" i Santuzza a "Cavalleria rusticana".

La seva darrera actuació operística va tenir lloc a Cremona a "Paisà" de Roberto Rossellini. 
| « | "En el transcurs de la meva llarga carrera (més de quatre dècades)”, recorda la cantant, “he vist com la vella guàrdia entrava, la segona entrava i també desapareixia, i després la tercera, que ja està en profunds problemes." | » |